# نيك برستون
نيك برستون (22 يناير 1972 في المملكة المتحدة - ) (بالإنجليزية: Nick Preston)‏ هو لاعب كريكت بريطاني في مركز وسط ‏. لعب مع Kent County Cricket Club ‏.

## وصلات خارجية
- نيك برستون على موقع إي آس بي آن كريك إنفو (الإنجليزية)